# Sarah-Anne Brault
Sarah-Anne Brault (1 de dezembro de 1989) é uma triatleta profissional canadense.

## Carreira

### Rio 2016
Sarah-Anne Brault disputou os Jogos do Rio 2016, terminando em 42º lugar com o tempo de 2:04:28. 